# Kids See Ghosts

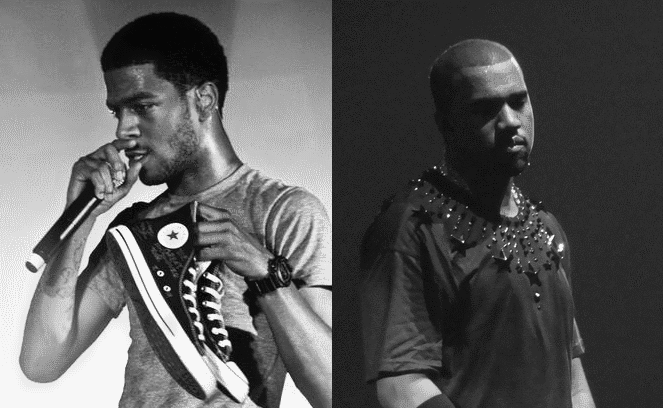
Kid Cudi och Kanye West.

Kids See Ghosts är en hiphopduo bestående av Kanye West och Kid Cudi. Duon släppte sitt debutalbum Kids See Ghosts i juni 2018.